# 18S rRNA
18S rRNA (též ~SSU rRNA) je eukaryotická ribozomální RNA, která se vyskytuje v malé ribozomální podjednotce ribozomu. Název 18S je odvozen z sedimentační konstanty pro tuto molekulu, která má na délku u savců o něco méně než 1900 párů bází. Jejím protějškem je u bakterií 16S rRNA.
Vzniká v jadérku z polycistronické preribozomální RNA jako jeden z produktů jejího rozstříhání, stejně jako většina ostatních typů eukaryotické rRNA. Zároveň s tím dochází ke značným chemickým modifikacím této RNA (za účasti např. některých snoRNA, jako je U3). Funguje nejen jako pouhá stavební součást ribozomu, ale má také důležitou roli v rozpoznávání a správném nasměrování mRNA a tRNA v ribozomu.

## Význam ve fylogenetice

Starší fylogenetický strom právě na základě rRNA

Gen pro 18S rRNA je jeden z nejčastěji používaných genů pro fylogenetické studie zabývající se příbuzností jednotlivých forem života. Tento gen je totiž snadno přístupný, neboť obsahuje dobře známé a konzervované okrajové segmenty, a tak není problém s hledáním vhodných primerů. Navíc se gen pro tuto rRNA vyskytuje v genomu mnohokrát a tím pádem je i u nejmenších organismů vždy dostatek materiálu pro zahájení polymerázové řetězové reakce. Když byly publikovány první fylogenetické studie využívající právě tento gen (např. Fieldsova fylogeneze živočichů z roku 1988), gen byl oslavován jako dokonalý kandidát pro konstrukci živočišného stromu života. Významné bylo například vymezení živočišných skupin Ecdysozoa a Lophotrochozoa na základě srovnávání genů pro 18S rRNA, což poměrně radikálně změnilo náš pohled na evoluci živočichů.
V poslední době se však objevilo několik překážek pro všeobecné nasazení 18S rRNA ve všech fylogenetických studiích. Zaprvé byly zaznamenány technické problémy se sekvenováním tohoto genu u některých mlžů a korýšů. Zadruhé v některých případech nemá 18S rRNA schopnost rozlišit větvení všech živočišných vývojových linií – někdy je tato schopnost vyšší, u jiných skupin však nižší. Přesnějších výsledků je možné se dobrat pomocí multigenových analýz.